# Kūsejābād
Kūsejābād (persiska: كوسج آباد) är en ort i Iran.   Den ligger i provinsen Zanjan, i den nordvästra delen av landet, 250 km väster om huvudstaden Teheran. Kūsejābād ligger 1 846 meter över havet och antalet invånare är 427.
Terrängen runt Kūsejābād är kuperad åt nordväst, men åt sydost är den platt. Terrängen runt Kūsejābād sluttar österut. Runt Kūsejābād är det ganska tätbefolkat, med 108 invånare per kvadratkilometer. Närmaste större samhälle är Zāghej, 12,9 km sydväst om Kūsejābād. Trakten runt Kūsejābād består i huvudsak av gräsmarker.